# Zeche Flor
Die Zeche Flor war ein Steinkohlenbergwerk in Essen-Heisingen. Das Bergwerk war auch unter den Namen Zeche Flör, Zeche Flohr oder Zeche Florbank bekannt. Es befand sich in unmittelbarer Nähe der Straße von Schellenberg nach Baldeney. Heute befindet sich in diesem Bereich der Stauseebogen des Baldeneysees.

## Geschichte

### Die Anfänge
Auf der Zeche wurde bereits ab Anfang des 18. Jahrhunderts Abbau betrieben, danach wurde die Zeche stillgelegt und das Grubenfeld fiel wieder ins Bergfreie. Im Jahr 1773 wurde die Berechtsame als Fledermaus und Flor in den Unterlagen genannt. Im Jahr 1779 wurden die beiden Berechtsamen Flora und Fledermaus durch die Bauern Butenberg und Linnemann belehnt. Vermutlich wurden die beiden Berechtsamen ebenfalls mit in die Gesamtberechtsame Flor & Flörchen einbezogen. Am 25. April 1793 wurde durch den Abt von Werden die Konzession zur Wiedereröffnung des Grubenfeldes verliehen, gleichzeitig wurde der Abbau der mitentdeckten Nebenbank Flörchen genehmigt. Die Konzession zum Abbau der streichenden alten Kohlenbank wurde für Ludger Straeter und Genossen erteilt. Als Gewerken waren Ludger Straeter, Ludger Schulte, Johannes Luthen genannt Thurmann, Peter Jacob Schang, Wilhelm Blockhaus, Heinrich Mellinghoff und Wilhelm Oberfliehr sowie ein weiterer namentlich nicht benannter Gewerke in den Unterlagen vermerkt. Das Flöz Flor hatte eine Mächtigkeit von 1,57 Metern, die Nebenbank Flörchen war 0,94 Meter mächtig.

### Die weiteren Jahre
Am 6. Oktober des Jahres 1802 wurde die Berechtsame beim Bergamt gemeldet. Zu diesem Zeitpunkt war das Bergwerk bereits in Betrieb. Im Jahr 1805 war das Bergwerk nachweislich in Betrieb, danach wird es in den Unterlagen des Bergamtes nicht mehr genannt. Am 22. April des Jahres 1808 verkaufte der Lehrer Peter Jacob Schang seine Anteile an Franz Dinnendahl. Im Jahr 1828 übertrug die Witwe Elisabeth Christine Dinnendahl ihre Anteile der Zeche FlorFlörchen. Am 13. Oktober des Jahres 1835 wurde im Namen der Gewerkschaft eine Mutung auf das Tiefste eingelegt. Am 24. Februar und am 25. März des Jahres 1840 wurde ein Längenfeld verliehen. Am 27. November desselben Jahres erfolgte die Inaugenscheinnahme. Im Jahr 1854 erfolgte die Konsolidation zusammen mit der Zeche Flörchen zur Zeche Flor & Flörchen.